# Mesudiye (1875)
El Mesudiye fue, originalmente, un ironclad de batería central de la Armada Otomana, reconvertido en acorazado pre-dreadnought en 1903.

## Concepción, construcción y remodelación
El Mesudiye fue uno de los numerosos buques acorazados encargados por el Sultán Abdülaziz I a Reino Unido, Austria-Hungría y Francia.
Fue encargado a los astilleros Thames Iron Works en 1871. Su quilla fue puesta en grada en 1872 y fue botado en 1874.
Diseñado por Edward James Reed, en su momento fue el buque de batería central más grande jamás construido y tenía una protección de hierro forjado en la cintura y batería de hasta 300 mm.
El buque fue alistado en diciembre de 1875, tras finalizar las pruebas náuticas y, en su momento fue considerado uno de los buques de guerra más potentes del Mundo.
Su buque gemelo, el Hamidieh, fue comprado por la Royal Navy, antes de su entrega y renombrado HMS Superb.
En 1903, el Mesudiye fue enviado a los astilleros Gio. Ansaldo & C. en Génova (Italia), para una completa reconstrucción.
Sus tres mástiles fueron reemplazados por uno solo, y le fueron colocadas dos torretas. Los cañones de 250 mm de su batería central fueron reemplazados por modernas piezas de 152 mm, pero las piezas pesadas de 240 mm para las torretas, no estuvieron listas en el momento de finalizar el proyecto y fueron colocados cañones de madera en su lugar.

## Historia operacional

### Guerras de los Balcanes
En la Primera Guerra de los Balcanes, el Mesudiye participó en las dos batallas navales en las que la Armada Turca se enfrentó a la Armada Griega; la Batalla de Elli, el 16 de diciembre de 1912, y la Batalla de Lemnos, el 18 de enero de 1913. En los dos enfrentamientos, la flota turca fue incapaz de romper el bloqueo naval griego de los Dardanelos.
El Mesudiye no fue dañado en la primera batalla, pero si en la segunda.

### Primera Guerra Mundial
Al inicio de la Primera Guerra Mundial, el Mesudiye recibió la orden de anclar justo al sur del estrecho de los Dardanelos, en Çanakkale (bahía de Sarisiglar), como batería flotante para proteger los campos de minas. Tanto el capitán del buque, Besiktasli Arif Nebi, como varios de sus oficiales protestaron por esta orden, pero la opinión de los consejeros navales alemanes prevaleció.

### Hundimiento

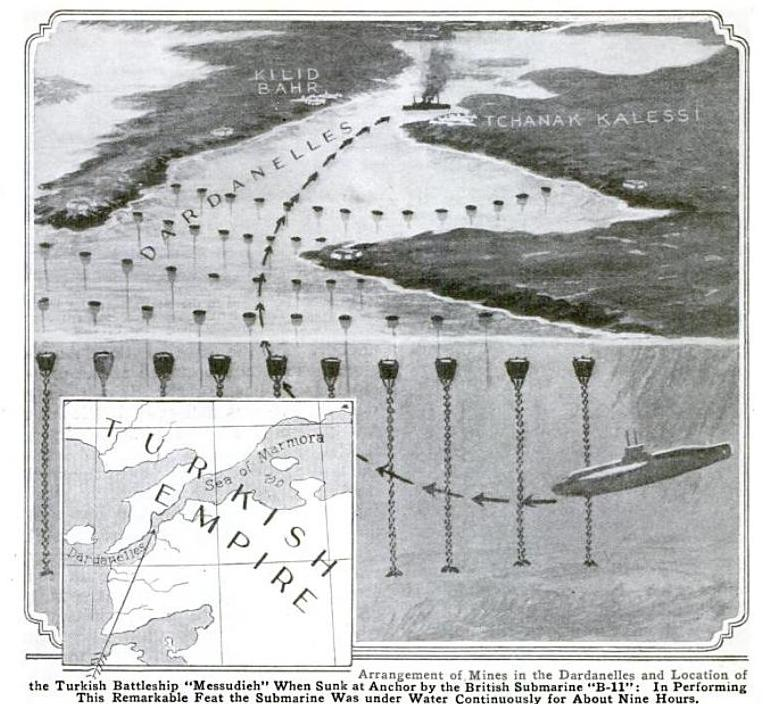
Imagen del ataque a los Dardanelos en el que fue hundido el Mesudiye.

El 13 de diciembre de 1914, el submarino británico B-11 entró en los Dardanelos y torpedeó al Mesudiye desde una distancia de 800 metros, exactamente  al mediodía, cuando la tripulación del buque se juntaba, bajo cubierta, para comer. Los vigías vieron el torpedo y el periscopio del submarino e hicieron sonar la alarma, y el buque empezó a disparar sus cañones hacia el punto donde había sido avistado el periscopio.
El impacto del torpedo hizo que el Mesudiye escorara severamente y volcase en 10 minutos, atrapando a la mayoría de sus tripulantes; sin embargo, al hundirse en aguas poco profundas sobre un banco de arena, la mayor parte del casco quedó fuera del agua, lo que permitió que la mayoría de la tripulación pudiese ser rescatada agujereando el casco.
Treinta y siete hombres perecieron, de ellos 10 oficiales y 27 marineros.
Los cañones del Mesudiye fueron rescatados y montados en una batería de costa que, más tarde, causó daños sustanciales al acorazado francés Bouvet, el 18 de marzo de 1915.

## Anexos
- Anexo:Acorazados
- Anexo:Buques blindados (1855-1880)

- Datos: Q4382522
- Multimedia: Mesudiye (ship, 1875) / Q4382522